# Granulome facial de Lever
Le granulome facial de Lever est une dermatose bénigne et rare.

## Diagnostic différentiel clinique
- sarcoïdose
- lupus érythémateux discoïde
- infiltrat lymphocytaire de Jessner et Kanof
- erythema elevatum diutinum
- réaction à une piqûre d'insecte
- pseudo-lymphome et lymphome
- granulome infectieux (tuberculose, lèpre, dermatophytie)
- carcinome basocellulaire
- érythème pigmenté fixe

## Anatomie pathologique
L'examen microscopique montre un infiltrat inflammatoire dense du derme superficiel et moyen, autour de vaisseaux en nombre accru et dilatés sous un épiderme normal. Cet infiltrat est constitué principalement de polynucléaires éosinophiles et neutrophiles associés à des cellules lympho-histiocytaires. Il n'atteint pas l'épiderme (Grenz zone de faible épaisseur) et respecte les annexes. Une légère vasculite leucocytoclasique peut y être associé.